# Киренск
Ки́ренск — город (с 1775) в России, административный центр Киренского района и Киренского городского поселения Иркутской области. Расположен на реке Лене в месте впадения реки Киренги, в 650 км северо-восточнее Иркутска (по прямой линии). Население — 10 998 чел. (2021). Основан в 1630 году как Никольский погост.
Ближайшие города — Усть-Кут (170 км по прямой линии на юго-запад, по реке — 308 км), Северобайкальск (250 км по прямой линии на юго-восток).

## Название
Город назван по имени реки Киренги, в устье которой он находится. По наиболее распространённым версиям, это название пришло из эвенкийского языка: от эвенк. киренӈа в значении «орлиное гнездо» либо от эвенк. кири — «грязь», «грязный» (из-за того, что дно Киренги выложено камнями, река кажется чёрной, хотя вода в ней прозрачная и чистая).

## История
Киренск — старейший из существующих ныне городов Иркутской области. Основан в 1630 году как Никольский погост казачьим отрядом под предводительством десятника Василия Бугра. 
Заметную роль в освоении устья Киренги сыграл первопроходец Ерофей Хабаров, с 1657 по 1659 годы служивший здесь приказчиком. Ещё в 1641 году он построил выше устья Киренги (в 5 км к западу от нынешнего города) мельницу, вокруг которой возникла деревня Хабаров(к)а. По указанию «Большой российской энциклопедии» здесь же Хабаров умер и был похоронен.
В 1663 году основана Усть-Киренская пустынь, а через два года на месте погоста был основан Усть-Киренский острог. В 1775 году острогу присвоен статус города с названием Усть-Киренск. Исторический герб Усть-Киренска высочайше утверждён 13 (24) марта 1777 года императрицей Екатериной II вместе с другими гербами городов Иркутской губернии (ПСЗ, 1777, закон № 14598). В 1785 году воеводская канцелярия из Илимска перенесена в Киренск, в связи с чем последний приобрёл статус уездного города.
В 1928 году образован Киренский район с центром в Киренске. С 1942 по 1945 год в городе располагался 5-й перегоночный авиаполк трассы «Алсиб» Аляска — Сибирь.

## Климат
В Киренске резко континентальный климат.

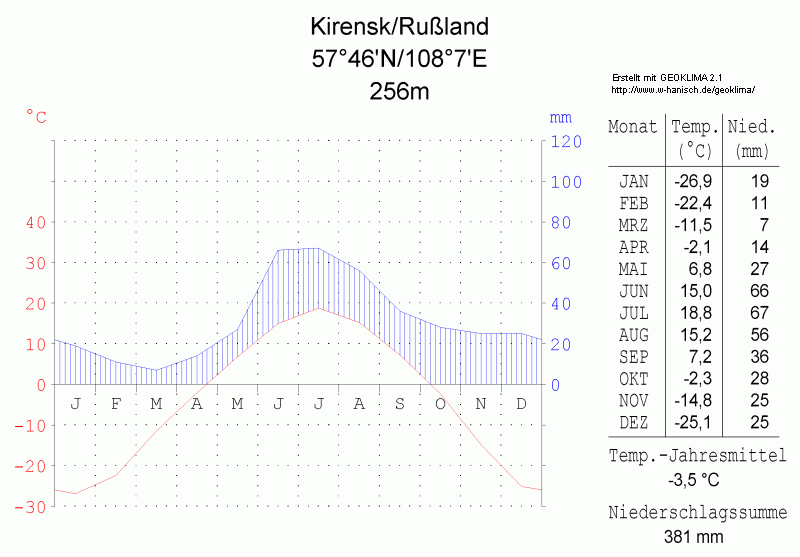
Климатическая диаграмма

| Показатель                    | Янв.  | Фев.  | Март  | Апр.  | Май  | Июнь | Июль | Авг. | Сен.  | Окт.  | Нояб. | Дек.  | Год   |
| ----------------------------- | ----- | ----- | ----- | ----- | ---- | ---- | ---- | ---- | ----- | ----- | ----- | ----- | ----- |
| Абсолютный максимум, °C       | 1,4   | 7,0   | 16,1  | 24,4  | 32,2 | 36,8 | 36,6 | 36,5 | 29,3  | 24,0  | 8,9   | 4,1   | 36,8  |
| Средний суточный максимум, °C | −21   | −14,8 | −3,6  | 5,5   | 15,4 | 22,8 | 25,2 | 22,0 | 12,9  | 2,6   | −10,5 | −19,4 | 3,1   |
| Средняя температура, °C       | −26,6 | −22,3 | −12,7 | −1,4  | 7,8  | 15,3 | 18,3 | 15,1 | 6,7   | −2,1  | −15,5 | −24,5 | −3,5  |
| Средний суточный минимум, °C  | −32,2 | −29,1 | −21   | −8    | 0,9  | 7,8  | 12,2 | 9,5  | 2,3   | −6    | −20,5 | −29,7 | −9,4  |
| Абсолютный минимум, °C        | −57,8 | −56,2 | −47,7 | −36,8 | −13  | −3,8 | 0,4  | −5,3 | −10,8 | −37,6 | −49,6 | −57   | −57,8 |
| Норма осадков, мм             | 19    | 14    | 11    | 14    | 32   | 52   | 67   | 60   | 42    | 32    | 28    | 26    | 397   |
| Источник: Погода и климат     |       |       |       |       |      |      |      |      |       |       |       |       |       |

## Население
| 1856    | 1897    | 1926    | 1931    | 1959    | 1970    | 1979    | 1989    |
| ------- | ------- | ------- | ------- | ------- | ------- | ------- | ------- |
| 900     | ↗2300   | ↗4700   | ↗7900   | ↗14 412 | ↗14 453 | ↗16 154 | ↘16 137 |
| 1992    | 1996    | 1998    | 2001    | 2002    | 2003    | 2005    | 2006    |
| ↗16 500 | ↘16 200 | ↘15 600 | ↘15 100 | ↘13 712 | ↘13 700 | ↘13 100 | ↘12 900 |
| 2007    | 2009    | 2010    | 2011    | 2012    | 2013    | 2014    | 2015    |
| ↘12 800 | ↘12 433 | ↗12 640 | ↘12 599 | ↘12 359 | ↘12 066 | ↘11 802 | ↘11 568 |
| 2016    | 2017    | 2018    | 2019    | 2020    | 2021    |         |         |
| ↘11 436 | ↘11 310 | ↘11 139 | ↘11 046 | ↗11 048 | ↘10 998 |         |         |

На 1 января 2025 года по численности населения город находился на 890-м месте из 1124 городов Российской Федерации.

## Инфраструктура
- Детский сад № 1
- Детский сад № 3
- Детский сад № 8
- Детский сад № 9
- Детский сад № 10
- Детский сад № 11
- Детский сад № 12
- Детский сад № 13
- Средняя общеобразовательная школа № 1
- Средняя общеобразовательная школа № 3
- Начальная общеобразовательная школа № 4
- Средняя общеобразовательная школа № 5
- Средняя общеобразовательная школа № 6
- Основная общеобразовательная школа № 9
- Специальная (коррекционная) школа
- Детская школа искусств им. А. В. Кузакова
- Детско-юношеский центр «Гармония»
- Профессионально-педагогический колледж
- Культурно-досуговый центр «Современник»
- Методический центр народного творчества и досуга «Звезда»
- Межпоселенческая библиотека

Отдел обслуживания детского населения. Открыт 5 мая 1938 года как детская библиотека города Киренска. В 1962 году библиотека переехала в новое здание, с 30 ноября 2007 года — подразделение межпоселенческой библиотеки
- Историко-краеведческий музей
- Районная больница

## Экономика
- ремонтно-эксплуатационная база речного флота;
- предприятия пищевой промышленности;
- лесопильные предприятия.

## Транспорт
Из посёлка Пеледуй в Киренск ходит речной пассажирский теплоход типа «Полесье».
В Киренске действует аэропорт местных воздушных линий.
Действует один маршрут городского автобуса.

## СМИ

### Цифровое эфирное телевидение
Все 20 каналов для мультиплекса РТРС-1 и РТРС-2; Пакет радиоканал, включает: «Вести ФМ», «Радио Маяк», «Радио России».
- Пакет телеканалов РТРС-1 (телевизионный канал 29, частота 538 МГц), включает: «Первый канал», «Россия 1-Иркутск», «Матч-ТВ», «НТВ», «5 канал», «Россия-Культура», «Россия 24-Иркутск», «Карусель», «ОТР», «ТВЦ».
- Пакет телеканалов РТРС-2 (телевизионный канал 32, частота 562 МГц), включает: «Рен-ТВ», «Спас», «СТС», «Домашний», «ТВ3», «Пятница!», «Звезда», «Мир», «ТНТ», «МузТВ».
- Обязательные общедоступные региональные телеканалы («21-я кнопка»): телекомпания «АИСТ ТВ».
- Обязательные общедоступные муниципальные телеканалы («22-й кнопка»): НТС («Новое Телевидение Сибири»)

### Радиостанция
- 103.0 FM Маяк (радиостанция)
- 103.5 FM Радио России

## Персоналии
- В городе окончил семилетку и педагогический техникум, затем работал главным врачом и заведующим хирургическим отделением межрайонной больницы водников активный борец за народную трезвость Фёдор Григорьевич Углов (1904—2008).
- В городе в 1940 году родился актёр и режиссёр, Народный артист РСФСР Леонид Николаевич Кулагин.

## Киренск в литературе
В романе Уильяма Гибсона «Нейромант» город упоминается как местонахождение «Киренского компьютерного ядра» — дата-центра или группы суперкомпьютеров, который планировалось уничтожить в ходе провалившейся операции «Screaming Fist» («Кричащий кулак», также в некоторых[каких?] переводах встречается вариант «Броневой кулак»). По сюжету книги специально для его уничтожения был разработан новый класс компьютерных вирусов — «icebreakers» (ледоколы).